# 柏水湖
柏水湖是一个位于中国江西省都昌县的湖泊，面积约为10平方千米，平均水深约为3米。